# Емблема Гоа
Емблема Гоа — офіційна емблема уряду Гоа, штату Індія.

## Дизайн
У центрі емблеми зображено «глибину Врікша», різновид лампи дія. Лампа символізує просвітлення через знання та оточена стилізованим малюнком кокосового листя, яке символізує щедрі та прекрасні перспективи Гоа. Над лампою з'являється санскритський девіз, який можна перекласти як «нехай усі побачать добро, нехай ніхто не зазнає болю» (Девнагарі: सर्वे भद्राणि पश्यन्तु मा कश्च िद् दुःखमाप्नुयात्; Sarve bhadrāṇi paśyantu mā kaścid duḥkhamāpnuyāt). Клейнод утворений національним гербом Індії, левами Сарнатха, а композиція підтримується двома відкритими долонями.

## Історія

### Португальська Індія
Гоа перебував під управлінням Португалії з 1510 року до 1961 року, коли була анексована Індією.

Герб Португальської Індії (~1600-1935)
Малий герб Португальської Індії (1935-1961).
Великий герб Португальської Індії (1935-1951).
Великий герб Португальської Індії (1951-1961).
ропонований прапор португальської Індії

### Гоа, Даман і Діу
Між 1961 і 1987 роками Гоа був частиною союзної території Гоа, Даман і Діу.

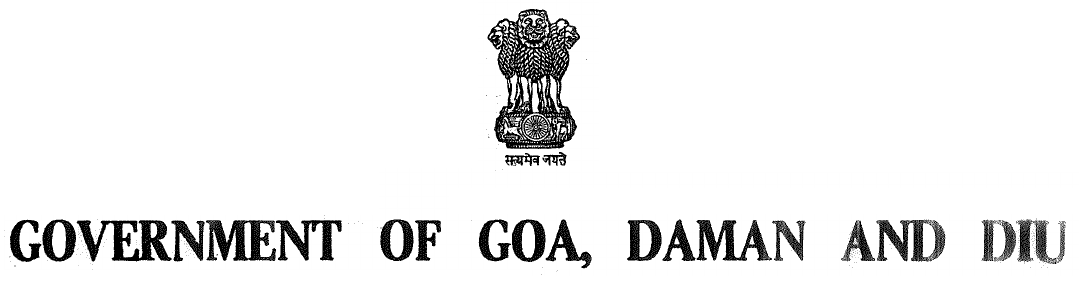
Емблема Гоа, Даман і Діу

## Урядовий прапор
Уряд Гоа може бути представлений прапором із зображенням емблеми штату на білому полі.

Прапор Гоа